# Katie Perkins
Katie Teresa Perkins (* 7. Juli 1988 in Auckland, Neuseeland) ist eine neuseeländische Cricketspielerin, die seit 2016 für die neuseeländischen Nationalmannschaft spielt.

## Aktive Karriere
Perkins spielte sein der Saison 2006/07 für Auckland. Ihr Debüt in der Nationalmannschaft erfolgte im Januar 2012, als sie ihr erstes WODI und WT20I in Australien absolvierte. Bei der folgenden Tour gegen England erzielte sie ihr erstes Fifty über 51 Runs im dritten WODI. Sie war teil des Teams beim ICC Women’s World Twenty20 2012, konnte jedoch am Schlag nicht herausragen. Ihre beste Leistung beim Women’s Cricket World Cup 2013 waren 41 Runs gegen Australien. Beim ICC Women’s World Twenty20 2014 erreichte sie im ersten Spiel gegen Australien 31 Runs und steuerte im entscheidenden Spiel für die Qualifikation für die kommende Weltmeisterschaft gegen Sri Lanka bei. Im Februar 2015 gelang ihr in der WDI-Serie gegen England ein Fifty über 70* Runs, womit sie die Serien-Niederlage jedoch nicht verhindern konnte. Beim ICC Women’s World Twenty20 2016 war sie abermals nicht am Schlag erfolgreich. Ihr nächstes Fifty (52 Runs) erreichte sie beim Women’s Cricket World Cup 2017 gegen Australien. Nachdem sie sich im Dezember 2017 am Daumen verletzte fiel sie aus dem Kader. Damit verpasste sie den ICC Women’s World Twenty20 2018 und wurde erst ein Jahr später wieder in den Kader berufen. Jedoch konnte sie sich zunächst nicht wieder fest etablieren. Im Januar 2020 konnte sie gegen Südafrika ein Fifty über 78 Runs erreichen. Sie wurde für den ICC Women’s T20 World Cup 2020 nominiert, erhielt dort jedoch nur einen Einsatz. Ihren letzten Einsatz im Nationalteam hatte sie dann im Oktober 2020 in Australien. Sie spielte für Auckland bis zur Saison 2022/23.

## Nach der aktiven Karriere
Perkins hat eine Ausbildung als Polizistin absolviert.